# Кузніцов Михайло Анатолійович
Миха́йло Анато́лійович Кузніцо́в (Кузнєцов) — солдат Збройних Сил України, учасник російсько-української війни, що загинув у ході російського вторгнення в Україну в 2022 році.

## Життєпис
Михайло Кузніцов народився 12 грудня 1983 року в селі Карпівці Чуднівського району (з 2020 року — Вільшанської сільської громади Житомирського району) на Житомирщині у багатодітній родині. Батько працював трактористом, а мати — дояркою. Після закінчення Карповецької загальноосвітньої школи проходив строкову службу у прикордонних військах. Потім працював у Романівському лісгоспі. З початком повномасштабного російського вторгнення в Україну був призваний першочергово по мобілізації. Військову службу ніс у складі 95-ї окремої десантно-штурмової бригади у жорстоких боях на Донбасі. 17 березня востаннє вийшов на зв'язок із рідними. Загинув Михайло Кузніцов 21 березня 2022 року. Поховали загиблого 29 вересня 2022 року в рідному селі.

## Нагороди
- Орден «За мужність» III ступеня (2022, посмертно) — за особисту мужність і самовіддані дії, виявлені у захисті державного суверенітету та територіальної цілісності України, вірність військовій присязі[3].